# Stazione di Valdelasfuentes
La stazione di Valdelasfuentes è una stazione ferroviaria di Alcobendas, sulla linea Alcobendas-San Sebastián de los Reyes - Universidad-Cantoblanco.
Forma parte della linea C4 delle Cercanías di Madrid.
Si trova tra calle del Marqués de la Valdavia e il paseo de Valdelasfuentes, nell'omonimo quartiere del comune di Alcobendas

## Storia
La stazione è stata inaugurata nel 2001, con l'apertura del tratto Cantoblanco Universidad-Alcobendas-San Sebastián de los Reyes, originariamente facente parte della linea C1.
Il 9 luglio 2008 la stazione è passata a far parte della linea C4.